# داوید خیمنز
داوید خیمنز (انگلیسی: David Jiménez؛ زادهٔ ۱۴ مارس ۲۰۰۴) بازیکن فوتبال اهل اسپانیا است که در حال حاضر برای باشگاه فوتبال رئال مادرید کاستیا در پست مدافع بازی می‌کند. 
وی همچنین در تیم ملی فوتبال زیر ۱۹ سال اسپانیا بازی کرده است.